# Pénzügyőr SE
Pénzügyőr SE – węgierski klub sportowy z siedzibą w Budapeszcie założony w 1950 roku. Sekcja piłkarska rozgrywa swoje mecze na stadionie Pasaréti út o pojemności 3000 widzów.

## Sekcje klubu
- tenisa stołowego
- piłki ręcznej
- piłkarska (męska i żeńska)
- siatkarska
- szachowa
- kolarska
- kręgli
- tenisowa
- żeglarska